# Lorran
Lorran Lucas Pereira de Sousa dit Lorran, né le 4 juillet 2006 à Rio de Janeiro au Brésil, est un footballeur brésilien qui évolue au poste de milieu offensif au CR Flamengo.

## Biographie

### En club
Né à Rio de Janeiro au Brésil, Lorran est formé par le Flamengo. Il signe son premier contrat professionnel le jour de ses seize ans, le 4 juillet 2022.
Lorran prolonge son contrat avec Flamengo le 26 décembre 2022, il est alors lié au club jusqu'en décembre 2025. Il joue son premier match en équipe première le 12 janvier 2023, à l'occasion d'une rencontre du Campeonato Carioca contre l'Audax Rio de Janeiro Esporte Clube (en). Il entre en jeu à la place de Matheus França et son équipe s'impose par un but à zéro,. C'est dans cette même compétition qu'il inscrit son premier but en professionnel, le 25 janvier 2023 face au Bangu (1-1 score final). Ce but fait de lui le plus jeune buteur de l'histoire de Flamengo, à 16 ans, six mois et 20 jours.

### En équipe nationale
En mars 2023 il est sélectionné avec l'équipe du Brésil des moins de 17 ans pour le Championnat championnat sud-américain des moins de 17 ans qui se déroule en Équateur. Les Brésiliens remportent la compétition après une victoire contre l'Argentine lors de la dernière journée de la phase finale. Il s'agit de leur 13e titre dans la catégorie,.

## Palmarès
Brésil -17 ans
- Championnat sud-américain
  - Champion en 2023